# Brasilianska självständigheten

Självständighet eller död! Målning av Pedro Américo 1888.

Brasilianska självständigheten utropades den 7 september 1822., varför 7 september är Brasiliens nationaldag. Självständigheten verkställdes genom en serie händelser åren 1821-1823, bland annat flera tvister med Portugal.

## Bakgrund
I samband med Frankrikes invasion av Portugal 1807 överfördes den portugisiska kungafamiljen, hovet och regeringen till den dåvarande kolonin Brasilien. Den nya staten Förenade kungariket Portugal, Brasilien och Algarve bildades och Rio de Janeiro blev dess huvudstad.
Efter Portugals befrielse återvände kung Johan VI till Lissabon 1820 och lämnade sin son prins Peter att regera i Brasilien. Det portugisiska parlamentet ville återföra Brasilien till dess tidigare status som koloni och självständighetskriget bröt ut 1821 och pågick till 1824.

## Självständigheten
Den 7 september 1822 inträffade Ropet vid Ipiranga, händelsen som blivit symbol för Brasiliens självständighet. Peter proklamerade då inför separatistarmén: ”Det är dags! Självständighet eller död! Vi är skilda från Portugal!”
Samma år utropades han till Peter I, kejsare av Brasilien och Kejsardömet Brasilien bildades 1 december. 
Portugal erkände Brasiliens självständighet 1825.

## Fotnoter
1. ↑  ”World Statesmen”. http://www.worldstatesmen.org/German_States1.html#Bavaria. Läst 16 mars 2012.
2. 1 2  ”Reino Unido (1815-1822)” (på brasiliansk portugisiska). Portal da Câmara dos Deputados. https://www2.camara.leg.br/a-camara/conheca/presidentes/reinounido.html. Läst 8 november 2022.
3. ↑  Mosher, Jeffrey C. (2008-01-01) (på engelska). Political Struggle, Ideology, and State Building: Pernambuco and the Construction of Brazil, 1817-1850. U of Nebraska Press. ISBN 978-0-8032-3247-1. https://books.google.se/books?id=T_yszWOZUCkC&pg=PA9&redir_esc=y&hl=sv#v=onepage&q&f=false. Läst 8 november 2022